# Flurprimidol
Flurprimidol (ISO-naam) is een plantengroeiregelaar. Het is de werkzame stof in het product Topflor van SePRO. Dit is een watergebaseerde emulsie met 3,8 g/L racemisch mengsel van flurprimidol.
Flurprimidol wordt gebruikt om ongewenst snelle groei te vertragen. Het werd in de Verenigde Staten ontwikkeld door Eli Lilly & Co. Het werd voor het eerst geregistreerd in 1989 met als merknaam Cutless en bestemd voor gebruik op sierbomen en gras voor gazons, om minder te moeten snoeien respectievelijk maaien. Topflor is bedoeld voor gebruik op sierplanten in kwekerijen, onder glas of in potgrond.
In de Europese Unie mag deze stof sedert 13 juli 2010 niet meer gebruikt worden.

## Toepassingen
Flurprimidol remt de biosynthese van gibberellines. Het voorkomt de vorming van te lange bloemstelen en bevordert stevigere stelen, groenere bladeren en de vorming van bloemknoppen. Het wordt toegediend aan jonge plantjes vóór ze bloeien. Het wordt opgenomen door bladeren en wortels; de toediening kan dus zowel gebeuren door verspuiten over de plantjes als door insijpeling in de grond.

## Regelgeving
De Europese Commissie heeft, na onderzoek van de risico's van de stof, op 13 januari 2009 besloten om flurprimidol niet op te nemen als werkzame stof in bijlage I bij de Richtlijn 91/414/EG over pesticiden; onder meer omdat de berekende blootstelling aan de stof bij verspuiten, hoger bleek dan de aanvaardbare waarde (AOEL of Acceptable Operator Exposure Level), zelfs bij één enkele toepassing en met handschoenen. Erkenningen van flurprimidol werden ten laatste op 13 juli 2009 ingetrokken; bestaande voorraden mochten nog hooguit één jaar langer gebruikt worden.

## Toxicologie en veiligheid
Flurprimidol is matig acuut toxisch. In dierproeven zijn, bij toediening van hoge doses, effecten waargenomen op de voortplanting en de ontwikkeling van de foetus. Het is niet ontvlambaar.
Het is matig persistent in de bodem; de halveringstijd varieert van 98 tot 183 dagen. Het risico voor aardwormen, algen en waterdieren wordt als laag ingeschat.